# I Will Love You Monday (365)
"I Will Love You Monday (365)" är den internationella debutsingeln från den danska sångerskan Aura Dione och den första av totalt tre singlar utgivna från hennes debutalbum Columbine. Låten är skriven av Dione själv i samarbete med  Viktoria Sandström, Patrik Berggren och David Åström.
Den internationella singeln gavs ut den 10 november 2009 både som fysisk singel och för digital nedladdning. Låten hade släppts i Danmark redan i augusti 2008 med en kortare titel, "I Will Love You Monday".
Originalversionen låg fem veckor på den danska singellistan där den nådde en tjugonde plats som bästa position. Då den internationella singeln släpptes blev den en hit i Tyskland, Schweiz och Österrike. Låten toppade den tyska singellistan och nådde andra plats på både den schweiziska och österrikiska. Låten låg kvar på singellistorna i dessa tre länder i fler än 25 veckor i varje. Även i Nederländerna tog sig låten in på singellistan där den låg två veckor med en femtioåttonde plats som högsta position.
Den officiella musikvideon som visar Aura Dione gå genom olika områden i Köpenhamn hade fler än 4,5 miljoner visningar på Youtube i januari 2013.

## Listplaceringar
| Lista         | Topplacering |
| ------------- | ------------ |
| Danmark       | 20           |
| Nederländerna | 58           |
| Schweiz       | 2            |
| Tyskland      | 1            |
| Österrike     | 2            |